# Calwellia bicornis
Calwellia bicornis är en mossdjursart som beskrevs av Wyville Thomson 1858. Calwellia bicornis ingår i släktet Calwellia och familjen Calwelliidae. Inga underarter finns listade i Catalogue of Life.